# Glossopirosi
La glossopirosi és una sensació de cremor a la llengua (que és dolorosa, o glossodínia o glossàlgia) i, per extensió, de la resta de l'interior de la boca, sense causa dental o mèdica coneguda. Així és una forma d'estomatodínia o estomatàlgia: dolor a la boca, però no es troben signes relacionats de malaltia a la boca. Les persones amb glossopirosi també poden tenir una xerostomia subjectiva (sensació de boca seca en la qual no es pot trobar cap causa, com ara un flux salival reduït), parestèsia (sensació alterada com formigueig a la boca), o disgèusia (sabor alterat) o disòsmia (olor alterat).
Quan una sensació de cremor a la boca pot ser un símptoma d'una altra malaltia (es troben implicats factors locals o sistèmics) llavors no es consideraria una glossopirosi, ja que la glossopirosi és una síndrome dels símptomes mèdics sense explicació.

## Signes i símptomes
Per definició, la glossopirosi no té signes. De vegades, les persones afectades atribuiran els símptomes a úlceres de la boca, però en realitat són estructures anatòmiques normals (p. ex., papil·les linguals, varices). Els símptomes de glossopirosi són variables, però a continuació es presenta el quadre clínic típic, considerat segons el mètode d'avaluació del dolor SOCRATES (vegeu la taula). Si els signes clínics són visibles, pot haver-hi una altra explicació per la sensació de cremor. L'eritema (envermelliment) i l'edema (inflor) de les papil·les a la punta de la llengua poden ser un signe que la llengua està pressionada habitualment contra les dents. Es pot reduir el nombre i la mida de les papil·les filiformes. Si la llengua és molt vermella i llisa, és probable que hi hagi una causa local o sistèmica (per exemple, candidosi, anèmia).
| Paràmetre                         | Resultats habituals en la glossopirosi. |
| --------------------------------- | --- |
| Lloc                              | Normalment, localitzat bilateralment a la llengua o amb menys freqüència al paladar, als llavis o en les genives. |
| Inici                             | El dolor és crònic, i rarament remet de manera espontània. |
| Caràcter                          | Cremor, com escaldat o formigueig. |
| Associacions                      | Possiblement subjectiva xerostomia, set, disgèusia (sabor alterat), mal de cap, mal d'esquena crònica, síndrome de l'intestí irritable, dismenorrea, sensació de moc a la gola, ansietat, anorèxia (disminució de la gana), depressió i trastorn de la personalitat. |
| Període                           | Dolor de tipus 2 (el més freqüent) en despertar i durant tot el dia, altres patrons amb menys freqüència. |
| Exacerbació/factors d'alleujament | Els possibles factors exacerbants (empitjoren el dolor) inclouen la tensió, la fatiga, la parla i els aliments calents, àcids o picants. Els possibles factors d'alleujament són el son, el fred, la distracció i l'alcohol. El dolor és sovint alleujat per l'alimentació i la beguda (a diferència del dolor causat per les lesions orgàniques o per la neuràlgia) o quan l'atenció de la persona està ocupada. L'IASP descriu l'alleujament temporal mentre es menja com "gairebé patognomònic". El dolor no s'alleuja sovint amb analgèsics sistèmics, però de vegades pot ser alleujat per anestèsics tòpics. |
| Severitat                         | Moderat a sever, classificat entre 5 i 8 sobre 10, similar en intensitat a mal de queixal. |
| Efecte sobre el somni             | Pot afectar o no el son, pot canviar els patrons de son, p. ex. insomni. |
| Tractament previ                  | Sovint consultes múltiples i intents fallits de tractament dental i/o mèdic. |